# Michael Bleekemolen
Michael Bleekemolen (n. 2 octombrie 1949, Amsterdam) este un fost pilot neerlandez de Formula 1 care a evoluat în Campionatul Mondial între anii 1977 și 1978.